# Satchelliella kandavanica
Satchelliella kandavanica és una espècie d'insecte dípter pertanyent a la família dels psicòdids que es troba a Àsia: l'Iran.